# سنسل (ردمان)

تعديل مصدري - تعديل

سنسل هي إحدى قرى عزلة ردمان ال عوض بمديرية ردمان التابعة لمحافظة البيضاء، بلغ تعداد سكانها 122 نسمة حسب تعداد اليمن لعام 2004.